# Adenantera
Adenantera (lat. Adenanthera) je rod drveća iz porodice mahunarki raširen po Madagaskaru i tropskoj Aziji. Rod je opisan 1753.

## Vrste
Postoji 12 vrsta:
1. Adenanthera abrosperma F.Muell.
2. Adenanthera aglaosperma Alston
3. Adenanthera borneensis Brace ex Prain
4. Adenanthera forbesii Gagnep.
5. Adenanthera intermedia Merr.
6. Adenanthera kostermansii I.C.Nielsen
7. Adenanthera malayana Kosterm.
8. Adenanthera mantaroa Villiers
9. Adenanthera marina I.C.Nielsen
10. Adenanthera microsperma Teijsm. & Binn.
11. Adenanthera novoguineensis Baker f.
12. Adenanthera pavonina L.